# Smaug
Smaug (/smaʊg/) és el nom que rep l'últim dels grans dracs de la Terra Mitjana, l'univers fictici descrit per J.R.R. Tolkien.
És l'antagonista principal de la novel·la El hòbbit, que narra com un grup de nans intenta recuperar el tresor i el regne de la Muntanya Solitària que el drac els havia usurpat. Smaug és descrit com a roig/daurat, i als annals del Llibre Roig es menciona que era de grans dimensions; situant-lo com el segon drac més gran de la Terra Mitjana (després d'Ancalagon). Es coneix també com a Smaug el Daurat o Smaug el Magnífic.

## Descripció
Smaug és un drac i el principal antagonista de la novel·la de 1937 de J. R. R. Tolkien El hòbbit, el seu tresor i la muntanya on viu són l'objectiu de la recerca. Potent i temible, va envair el regne nan d'Èrebor cent cinquanta anys abans dels esdeveniments descrits en la novel·la. Un grup de tretze nans es van unir per recuperar el regne, ajudats per Gàndalf el màgic i el hòbbit Bilbo Saquet. A El hòbbit, Thorin descriu Smaug com "un cuc especialment cobdiciós, fort i dolent".
Els crítics han identificat clars paral·lelismes amb el que consideren que són fonts d'inspiració de Tolkien, incloent-hi el drac de Beowulf, que és provocat pel robatori d'una preciosa copa, i el drac parlant Fafnir, que proposa una traïció a Sigurd. Una altra font pot ser el poema de 1855 de Henry Wadsworth Longfellow The Song of Hiawatha, on Megissogwon, l'esperit de la riquesa, està protegit per una camisa blindada, però el punt feble de la qual és revelat per un ocell parlant. Els comentaristes han observat el caràcter tortuós, vanitós i orgullós d'Smaug, i la seva manera agressivament educada de parlar, com la classe alta britànica.
Smaug va ser interpretat per Benedict Cumberbatch en la versió original de les adaptacions cinematogràfiques de Peter Jackson d'El Hòbbit.

## Història
Els dracs vivien al Glever Marcit més enllà de les Muntanyes Grises. Smaug era «el més gran dels dracs dels seus dies», ja tenia segles d'antiguitat quan es va registrar per primera vegada. Va sentir rumors sobre la gran riquesa del regne nan d'Èrebor, que tenia un comerç pròsper amb els homes del nord de Dale. Smaug «despertà i atacà sense avís el Rei Thror i davallà per les Muntanyes encès en flames». Després d'expulsar els nans de la seva fortalesa, Smaug va ocupar l'interior de la Muntanya Solitària durant els cent cinquanta anys següents, custodiant un gran tresor. Va destruir la ciutat de Dale; els homes es van retirar al Llac Llarg, on van construir la Ciutat del Llac on les cases estaven envoltades d'aigua per protegir-se del drac.
| «                             | El Rei sota la Muntanya és mort i on són els seus que gosen cercar venjança? Girion, el senyor de Dale és mort, i jo vaig menjar-me el seu poble com un llop entre el ramat, i on són els fills dels seus fills que gosin acostar-se a mi? Puc matar allà on vulgui i ningú no gosa resistir-se’m. Jo vaig exterminar els guerrers de l’antigor i en el món d’avui ja no en queden amb aquell tremp. I aleshores jo era jovenet i tendre. Però ara sóc vell i fort, fort, fortíssim. Lladre en les Ombres! —grunyí. La meva armadura és com deu escuts, els meus ullals són espases, les meves urpes llances, el cop de la meva cua és un llamp, les meves ales un huracà i el meu alè és la mort! | » |
| — J. R. R. Tolkien, El hòbbit | |   |

Gàndalf es va adonar que Smaug podria representar una amenaça seriosa si era utilitzat per Sàuron. Per tant, va acceptar ajudar un grup de nans, liderat pel net de Thror, Thorin Escut-de-roure, que es va proposar recuperar la muntanya i matar el drac. Suposant que Smaug no reconeixeria l'olor d'un hòbbit, Gàndalf va reclutar el hòbbit Bilbo Saquet per unir-se a la recerca.
En arribar a Èrebor, els nans van enviar en Bilbo al cau d'Smaug, i inicialment va tenir èxit en robar una copa d'or mentre Smaug dormia. Coneixedor del tresor sobre el qual havia dormit durant segles, Smaug es va adonar ràpidament de l'absència de la copa en despertar-se i va buscar el lladre per tota la Muntanya. Sense èxit, va tornar al seu cau per estar a l'aguait. Després de gairebé morir dins el cau del drac, els nans tornen a enviar en Bilbo pel túnel secret per segona vegada. Smaug va sentir la presència d'en Bilbo immediatament, tot i que en Bilbo s'havia fet invisible amb l'Anell Únic, i va acusar el Hòbbit (encertadament) de lladre. Durant el seu discurs amb el drac, en Bilbo es va adonar d'una petita clapa nua al ventre incrustat de joies d'Smaug i se'n va escapar per poc. Un tord va sentir el relat de Bilbo sobre la reunió i es va assabentar de la clapa del pit d'Smaug.
Encara enfurismat, Smaug va volar cap al sud fins a la Ciutat del Llac i es va dedicar a destruir-la. Les fletxes i les llances dels habitants van resultar inútils contra el cos blindat del drac. El tord va dir a en Bard l'Arquer l'únic punt feble d'Smaug, la clapa del drac. Amb la seva última fletxa negra, en Bard va matar Smaug disparant-l'hi.